# Coupe intercontinentale 1997
La Coupe intercontinentale 1997 est la 36e édition de la Coupe intercontinentale. Le match oppose le club allemand du Borussia Dortmund, vainqueur de la Ligue des champions de l'UEFA 1996-1997 aux Brésiliens de Cruzeiro Esporte Clube, vainqueur de la Copa Libertadores 1997. C'est la première participation dans cette compétition pour le club allemand et la seconde pour le club brésilien (après 1976).
Le match se déroule au Stade national de Tōkyō au Japon devant 60 000 spectateurs, et est dirigé par l'arbitre espagnol José Garcia Aranda. Le Borussia Dortmund l'emporte sur le score de deux buts à zéro, remportant ainsi sa première Coupe intercontinentale, et son milieu de terrain Andreas Möller est élu homme du match. En 2017, le Conseil de la FIFA a reconnu avec document officiel (de jure) tous les champions de la Coupe intercontinentale avec le titre officiel de clubs de football champions du monde, c'est-à-dire avec le titre de champions du monde FIFA, initialement attribué uniquement aux gagnantsles de la Coupe du monde des clubs FIFA.

## Feuille de match
Les règles du match sont les suivantes : la durée de la rencontre est de 90 minutes. S'il y a toujours match nul, une prolongation de deux fois quinze minutes et jouée. S'il y a toujours égalité au terme de cette prolongation, une séance de tirs au but est réalisée. Trois remplacements sont autorisés pour chaque équipe.
| 2 décembre 1997 | Borussia Dortmund                     | 2 - 0 | Cruzeiro | Stade national de Tōkyō                             |                                                     |
| | Michael Zorc 34e · Heiko Herrlich 84e | (1 - 0) |          | Spectateurs : 46 953 Arbitrage : José Garcia Aranda | Spectateurs : 46 953 Arbitrage : José Garcia Aranda |
| | Rapport                               | |          | Spectateurs : 46 953 Arbitrage : José Garcia Aranda | Spectateurs : 46 953 Arbitrage : José Garcia Aranda |
| Stefan Klos · Stefan Reuter · Wolfgang Feiersinger · Júlio César da Silva · Jörg Heinrich · Steffen Freund · Michael Zorc 79e · Paulo Sousa · Andreas Möller · Heiko Herrlich · Stéphane Chapuisat 65e · Remplaçants : · 79e Jovan Kirovski · 75e Harry Decheiver (en) · Entraîneur : · Nevio Scala | Équipes                               | Dida · Vítor (en) · João Carlos · Gonçalves · Fabinho (pt) · Elivélton · Bebeto · Ricardinho · Cleisson (pt) · Roberto Palacios 65e · Donizete · Remplaçants : · 65e Marcelo Ramos · Entraîneur : · Nelsinho Baptista |          | Spectateurs : 46 953 Arbitrage : José Garcia Aranda | Spectateurs : 46 953 Arbitrage : José Garcia Aranda |